# Heptadekagontal
Heptadekagontal är en sorts figurtal som representerar en heptadekagon. Det n:te heptadekagontalet ges av formeln
{\displaystyle {\frac {15n^{2}-13n}{2}}}
De första heptadekagontalen är:
0, 1, 17, 48, 94, 155, 231, 322, 428, 549, 685, 836, 1002, 1183, 1379, 1590, 1816, 2057, 2313, 2584, 2870, 3171, 3487, 3818, 4164, 4525, 4901, 5292, 5698, 6119, 6555, 7006, 7472, 7953, 8449, 8960, 9486, 10027, 10583, 11154, 11740, 12341, … (talföljd A051869 i OEIS)